# Jessica Clarke (calciatrice)
Jessica Anne Clarke (Leeds, 5 maggio 1989) è una calciatrice inglese, attaccante dello Sheffield Utd.
In carriera ha vestito la maglia della nazionale inglese con la quale ha disputato due campionati europei, conquistando il secondo posto a Finlandia 2009, e un Mondiale, quello di Germania 2011.